# Nipponomeconema surugaense
Nipponomeconema surugaense is een rechtvleugelig insect uit de familie sabelsprinkhanen (Tettigoniidae). De wetenschappelijke naam van deze soort is voor het eerst geldig gepubliceerd in 1983 door Yamasaki.